# 吉特魯普湖
52°2′40″N 7°39′50″E / 52.04444°N 7.66389°E
吉特魯普湖（德語：Gittruper See），是德國的湖泊，位於該國西部，由北萊茵-威斯特法倫州負責管轄，處於明斯特，長0.3公里、寬0.2公里，海拔高度40米，最大水深11米。